# Shinichiro Takahashi
Shinichiro Takahashi (高橋 真一郎, Takahashi Shinichiro) est un footballeur japonais né le 27 octobre 1957 dans la préfecture de Hiroshima au Japon.